# Molen van Frisen
De Molen van Frisen of Oude Molen was een watermolen op de Voer in Sint-Martens-Voeren in de Voerstreek, Belgisch Limburg. Zij ligt aan het straatje Onder 't Spoor, onder een spoorviaduct van de Spoorlijn 24 van Tongeren naar Aken.
Anno 2010 is de eerstvolgende watermolen op de Voer stroomopwaarts gezien de Ordenmolen in Sint-Pieters-Voeren en stroomafwaarts de Pompmolen.
De molen was in gebruik als korenmolen met een bovenslagrad en werd in de jaren 1920 gebruikt om het dorp van elektriciteit te voorzien.
Het gebouw bestaat uit twee vleugels rondom een smal erf en wordt aan de west/zuidwestzijde en noordoostzijde door een rivierarm omgeven. De vleugel aan de westzijde bestaat uit het molenhuis, een woonhuis en een stal. Het woonhuis en molenhuis zijn één bakstenen gebouw onder één zadeldak dat stamt uit de tweede helft van de 19e eeuw, met oudere delen uit het begin van de 17e eeuw. Het metalen bovenslagrad bevindt zich tegen de zuidwestelijke achtergevel van het molenhuis.
In 1973 was de watermolen nog in bedrijf, maar in 2010 is dat niet meer het geval. Het binnenwerk is nog aanwezig, maar het metalen bovenslagrad en de watergoot die het water aanvoerde zijn door roest aangetast. Tevens is de watergoot onvolledig en is watertoevoer niet mogelijk.

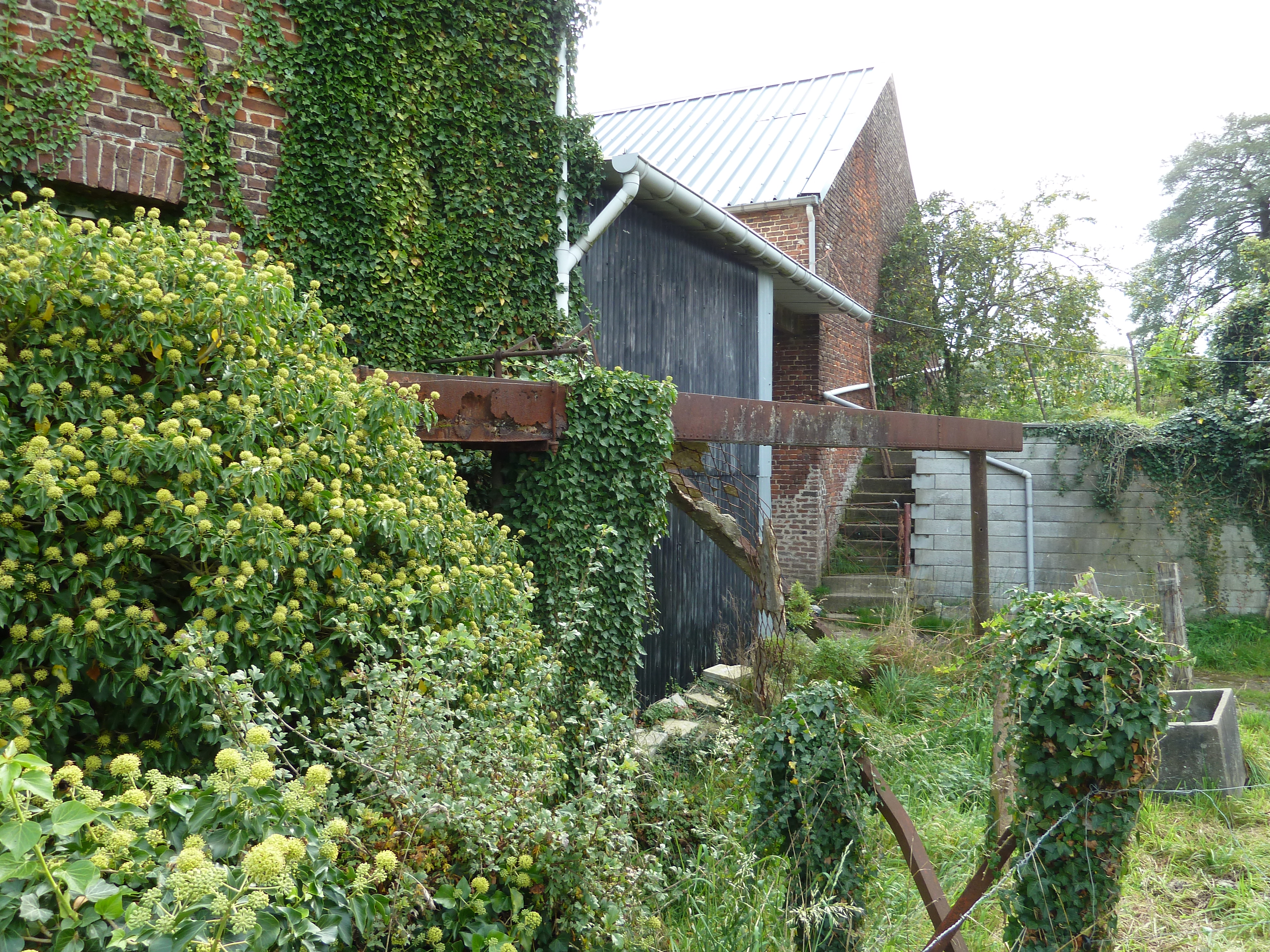
De wateraanvoer
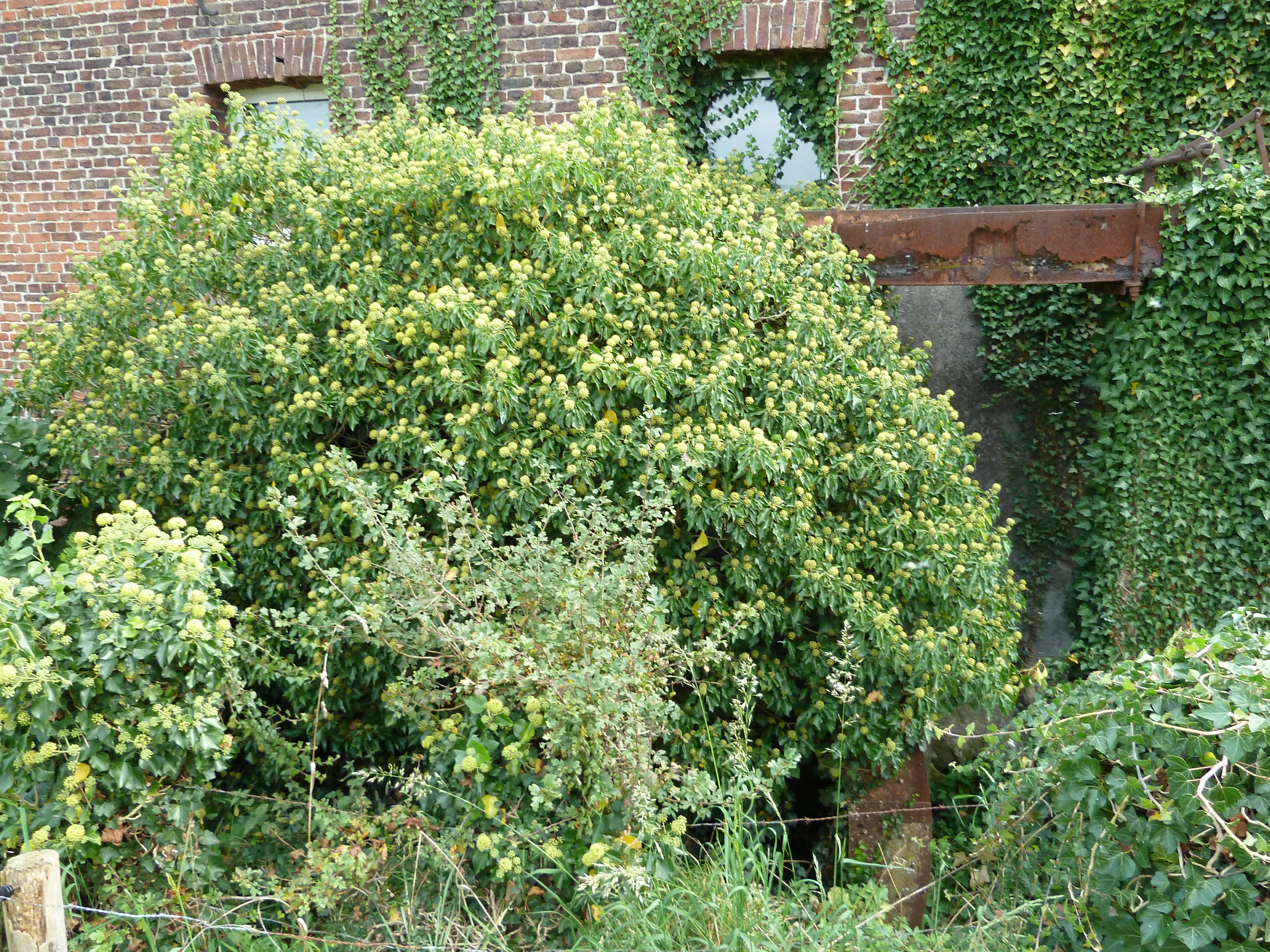
Het rad overgroeid
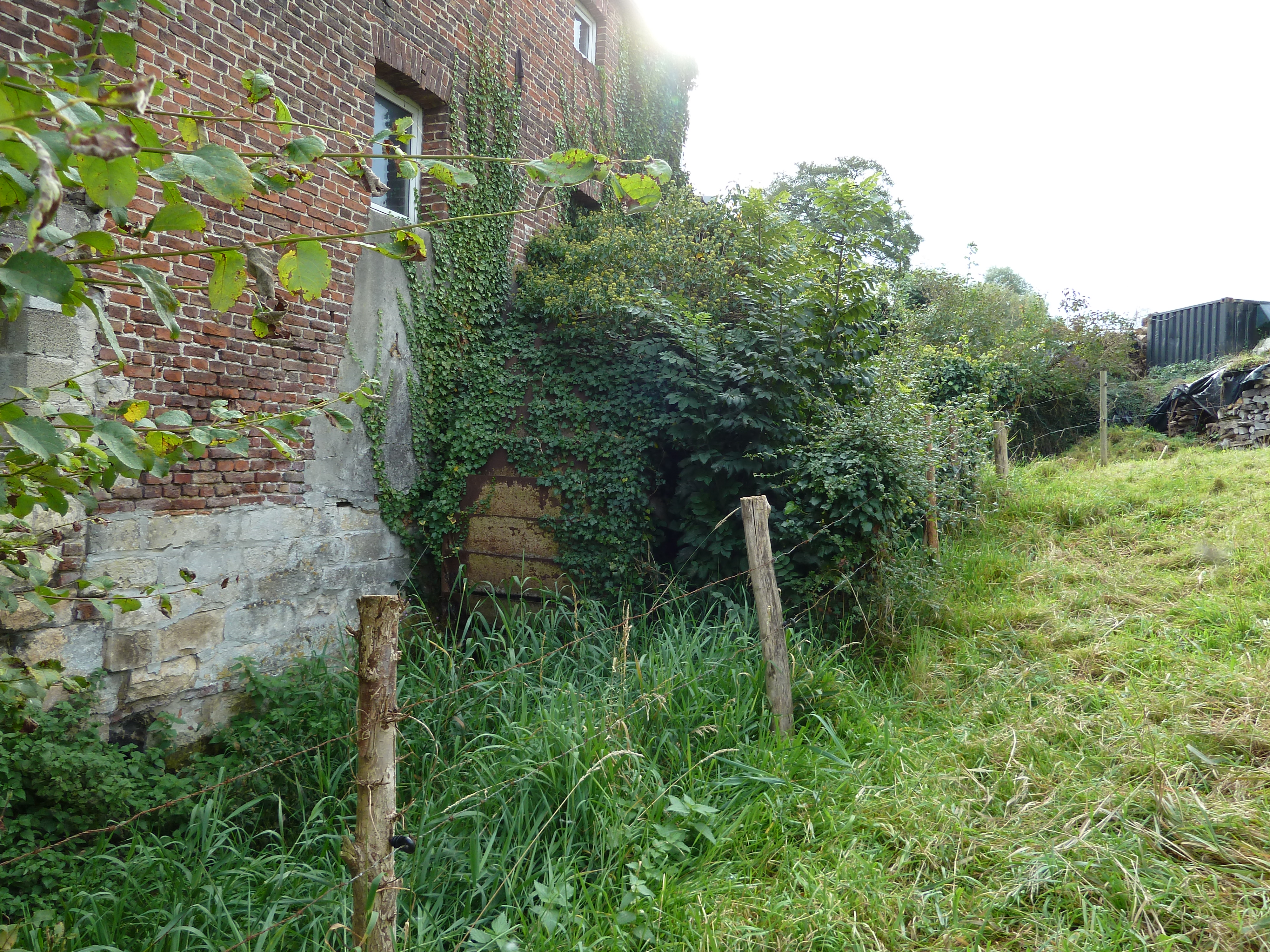
Idem
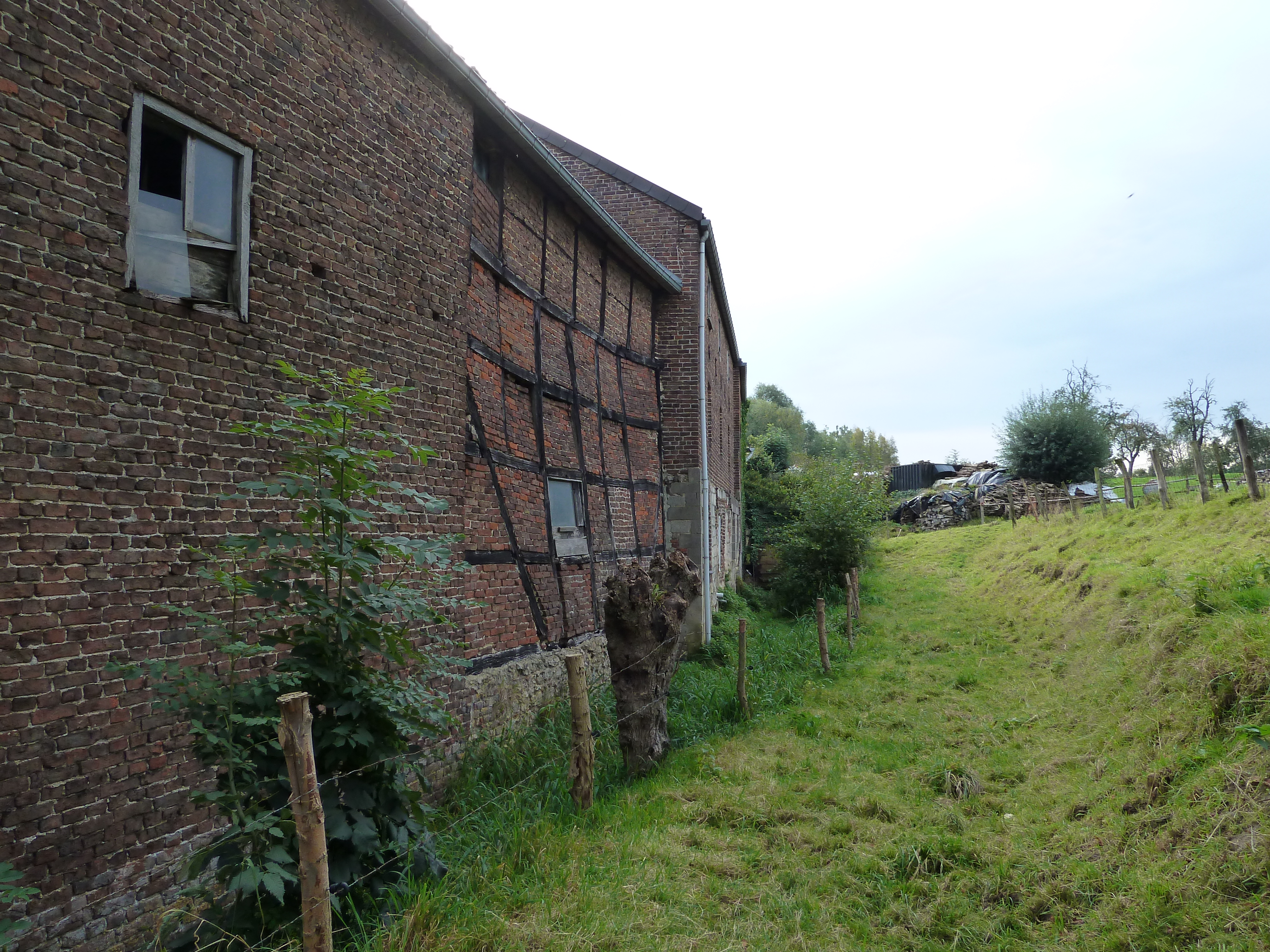
De molentak na het rad
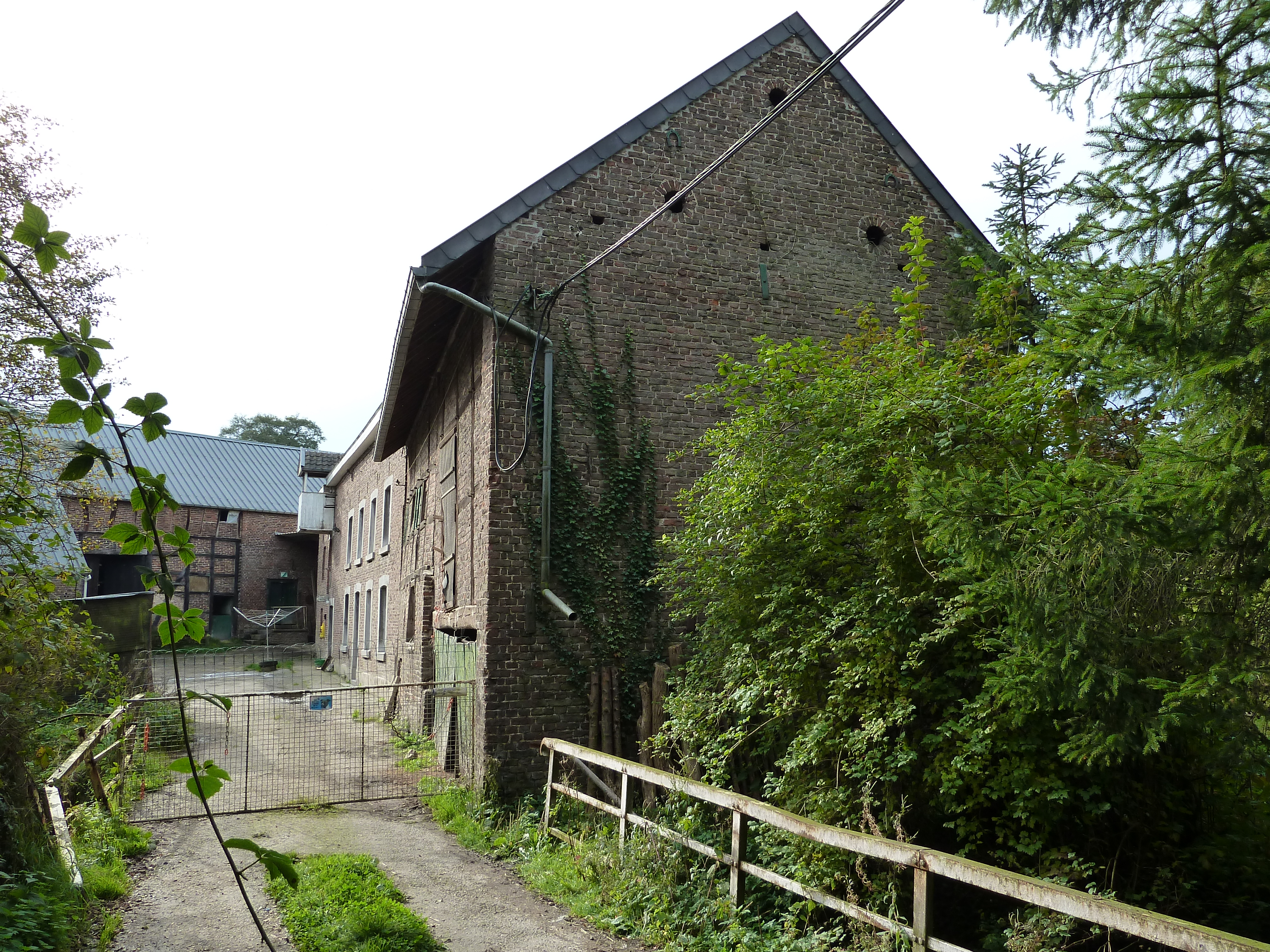
Van links komt de Voer zelf, van rechts de molentak na de molen, en rechts van de weg komen ze samen
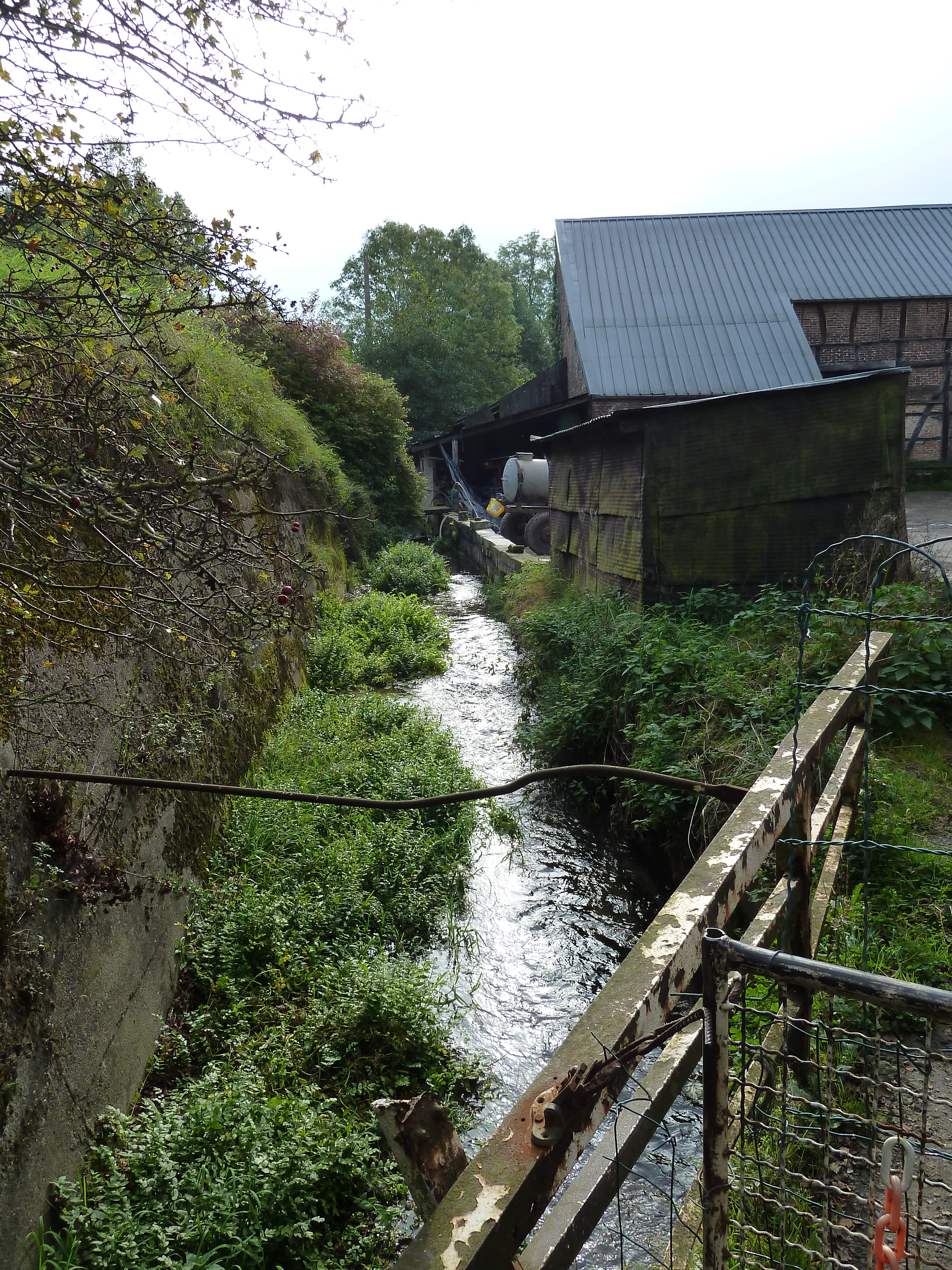
De Voer voor samenvloeiing met de molentak

- Inventaris van het Bouwkundig Erfgoed (Vlaanderen): 37849